# Йоан Семедій

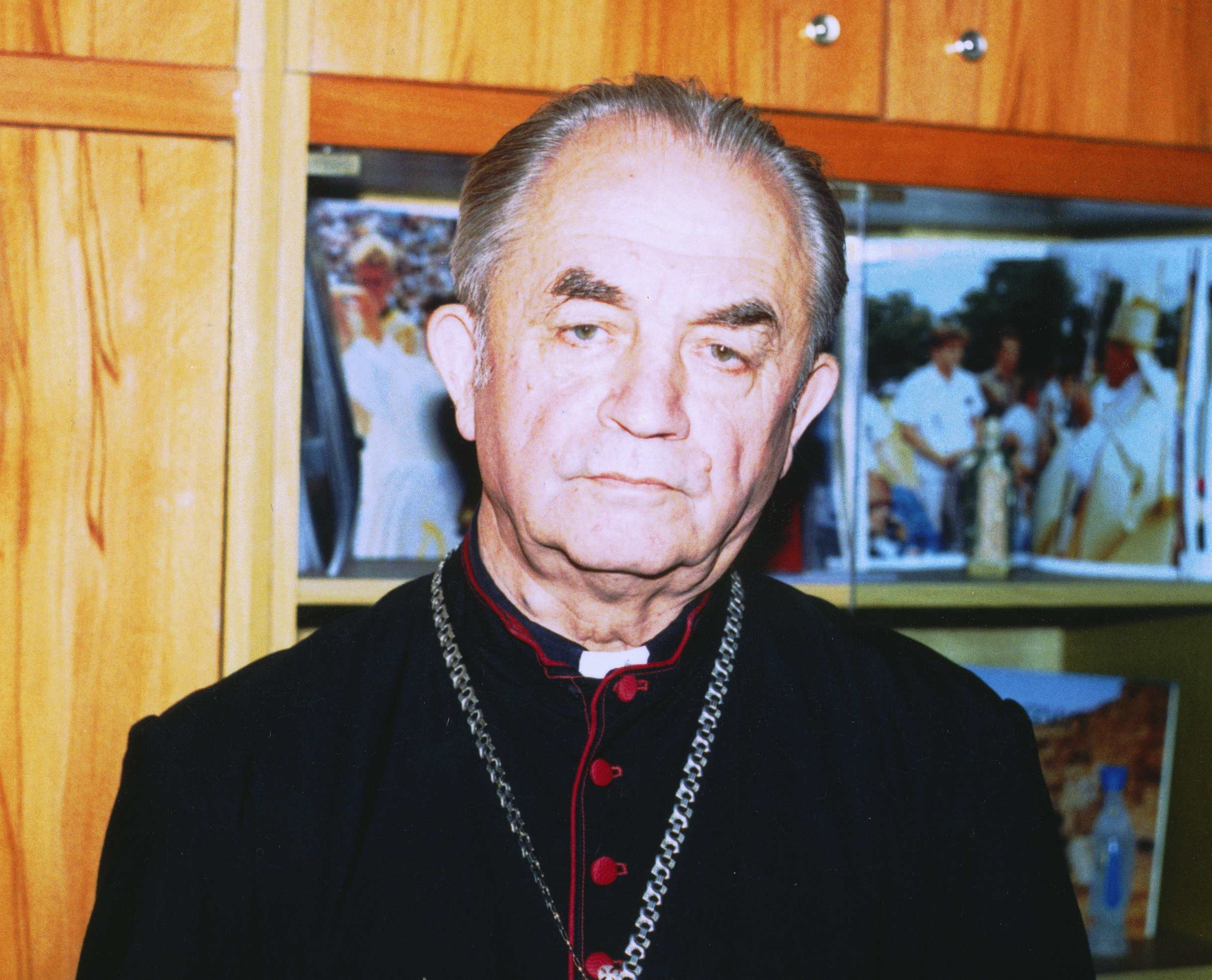
Йоан Семедій у 1996 році

Йоан (Семедій) (26 червня 1921, Мала Копаня — 6 грудня 2008) — єпископ Мукачівської єпархії Української греко-католицької церкви.

## Життєпис
Народився у селі Мала Копаня, нині Виноградівського району Закарпатської області, У 1942 році на Закарпатті закінчив Хустську гімназію. Того ж року вступив до Ужгородської богословської академії. Восени 1944 року став добровольцем Чехословацької визвольної армії. Демобілізований за наказом для продовження навчання в Богословській академії, яку закінчив у 1947 році.
6 липня 1947 року отримав священичі свячення із рук єпископа Теодора Ромжі. Призначений префектом і викладачем Ужгородської богословської академії, одночасно виконував функції нотаріуса єпархіального управління.
Від лютого 1949 року, після «ліквідації» Української Греко-Католицької Церкви, аж до 1987 року працював на державних підприємствах.
24 серпня 1978 року у селі Оноківці біля Ужгорода отримав єпископські свячення з рук єпископа Олександра Хіри.
У січні 1979 року призначений єпархіальним єпископом Мукачівської греко-католицької єпархії.
21 січня 1991 року отримав папське підтвердження повноважень єпархіального єпископа.
Вийшов на емеритуру (пенсію) у листопаді 2002 року у зв'язку з досягненням 75-річного віку, згідно з каноном 210 § 1 Кодексу Канонів Східних Церков.
Помер 6 грудня 2008 року.